# Goryphus flavocinctus
Goryphus flavocinctus är en stekelart som först beskrevs av Brulle 1846.  Goryphus flavocinctus ingår i släktet Goryphus och familjen brokparasitsteklar. Inga underarter finns listade i Catalogue of Life.